# 19 (album av Adele)
19 är debutalbumet av den engelska sångerskan och låtskrivaren Adele. Albumet släpptes den 28 januari 2008 och debuterade som etta på den brittiska albumlistan under dess första vecka. Första singeln var "Hometown Glory" varpå "Chasing Pavements" blev skivans ledande singel. Albumet innehåller också en cover på Bob Dylans låt "Make You Feel My Love".

## Låtlista
1. "Daydreamer" (Adele) – 3:49
2. "Best For Last" (Adele) – 4:19
3. "Chasing Pavements" (Adele, Eg White) – 3:39
4. "Cold Shoulder" (Adele, Sacha Skarbek) – 3:19
5. "Crazy for You" (Adele) – 3:29
6. "Melt My Heart to Stone" (Adele, Eg White) – 3:29
7. "First Love" (Adele) – 3:19
8. "Right as Rain" (Adele, Leon Michels, Jeff Silverman, Nick Movshon, Clay Holley) – 3:19
9. "Make You Feel My Love" (Bob Dylan) – 3:39
10. "My Same" (Adele) – 3:19
11. "Tired" (Adele, Eg White) – 4:19
12. "Hometown Glory" (Adele) – 4:39